# ФК Сентлеринц ШЕ

ФК Сентлеринц ШЕ (мађ. Szentlőrinci Sportegyesület), је мађарски фудбалски клуб. Седиште клуба је у Сентлеринцу, Барања, Мађарска. Боје клуба су црвена и црна. Тим се такмичи у НБ II и НБ III. Своје домаће утакмице играју на Спортском игралишту Сентлеринц.

## Историјат клуба
Дана 16. јуна 2020, клуб је промовисан у другу лигу НБ II пошто победник НБ III националног првенства 2019/20. године, Ерди ВШЕ није желео да буде промовисан у виши ниво такмичења Мађарске лиге.

## Промене имена
- 1912–1948: Сентлеринц Вашуташ ШЕ − Szentlőrinci Vasutas SE
- 1948–1998: Сентлеринц шпортеђетилет − Sportegyesület
- 1998–2009: Сентлеринц Орманшаг текарексеветкезет ШЕ − Szentlőrinc-Ormánság Takarékszövetkezet SE
- 1999–2009: спојио се са Печуј Вашутап ШК − Pécsi Vasutas SK
- 2009–2010: Сентлеринц Печуј Вашуташ шпорткер ШЕ −  Szentlőrinc-Pécsi Vasutas Sportkör SE
- 2010–данас: Сентлеринц шпортеђетилет  −  Szentlőrinci Sportegyesület

## Достигнућа
- НБ III:
- Шампион: 2005/06, 2007/08, 2008/09